# Miguel Gómez
Miguel Alejandro Gómez Ortiz (ur. 29 września 2002 w Guadalajarze) – meksykański piłkarz występujący na pozycji prawego obrońcy, od 2020 roku zawodnik Tapatío.